# Quitilipi
Quitilipi es una ciudad de la provincia del Chaco, Argentina. Es la cabecera del departamento homónimo y del municipio de Quitilipi, que también tiene jurisdicción sobre la Villa Rural El Palmar y parte de la Colonia Aborigen Chaco.

## Vías de comunicación
Quitilipi se halla en la intersección de la ruta nacional 16 y la ruta provincial 4, ambas  totalmente asfaltadas. La primera es la vía más importante, enlazándola al noroeste con Presidencia Roque Sáenz Peña y la provincia de Salta, y al sudeste con Machagai y Resistencia. La ruta 4 la vincula al sur con Villa Berthet, y al norte con Pampa del Indio li.
Las vías del ferrocarril General Belgrano a 2013 se utilizan sólo como transporte de carga por la empresa estatal Trenes Argentinos Cargas; no obstante es un punto fundamental de la ciudad ya que la misma nació alrededor de la estación Quitilipi. A 20 km se halla el aeropuerto de Presidencia Roque Sáenz Peña.

## Población
Cuenta con 24,517 habitantes (Indec, 2010), lo que representa un incremento del 15% frente a los 20,737 habitantes (Indec, 2001) del censo anterior. En el municipio el total ascendía a los 32,083 habitantes (Indec, 2001).
| Gráfica de evolución demográfica de Quitilipi entre 1991 y 2010 |
|                                                                 |
| Fuente: Censos nacionales del INDEC                             |

## Toponimia
Quitilipi es el nombre autóctono de un búho encontrado en todo el territorio nacional. En el Norte se lo denomina indistintamente búho o quitilipi, también tuku (quechua), ñacurutú (guaraní), tucuquere o ucuquer (mapuche), talacua (aimara). 
La denominación Tuku deriva del quechua tukuchikk que significa "acabar o concluir una cosa" quizá por el simbolismo de mal presagio que tiene esta ave. El nombre quitilipi según algunos autores deriva del qom'lek o del vilela, y para otros es de derivación quechua. Kinti "par, ambos" y llipid "parpadeo rápido, instantáneo": metonimia indígena que define una particularidad propia de este inofensivo búho.
El quitilipi sirvió de motivo para las urnas funerarias: en las infantiles de la alfarería pazioca o en las de la llamada civilización chaco-santiagueña ( básicamente: lule y toconoté junto a los ya mencionados vilela).

## Eventos
- Fiesta Patronal de San Antonio de Padua. Festividad: 13 de junio
- Corsos - Carnavales, última semana de enero, se extiende a febrero.
- Festival Anual de Danzas, segunda quincena de octubre. Bailarines locales y de Presidencia Roque Sáenz Peña, presentan bailes folclóricos y de flamenco, zapateo americano, danzas clásicas, árabes, con velos, y otros.
- Encuentros de Agrupaciones campesinas, 2.ª quincena de noviembre. Festival Folclórico y elección de la “donosa” (mujer hermosa).
- Aniversario de la Fundación, 30 de noviembre.
- Feria de Artesanía, primera quincena de diciembre. Tradicional fiesta de la artesanía originaria (principalmente Pilagá, qom'lek, wichí y mocoví) que reúne gran cantidad de delegaciones de comunidades chaqueñas y de otras provincias, con el fin de exponer sus trabajos artesanales.
- Exposición Nacional de Ganadería; Granja; Industria y Comercio. 2.ª quincena de julio. Visitan la exposición, cabañas de ganado bovino y ovino del centro del país, y cabañas caprinas locales. Remate y venta de reproductores. Elección de reina. Festival folclórico con la participación de grupos locales y provinciales.

## Parroquias de la Iglesia católica en Quitilipi
| Diócesis  | San Roque de Presidencia Roque Sáenz Peña |
| --------- | ----------------------------------------- |
| Parroquia | San Antonio de Padua                      |

## Galería de fotos

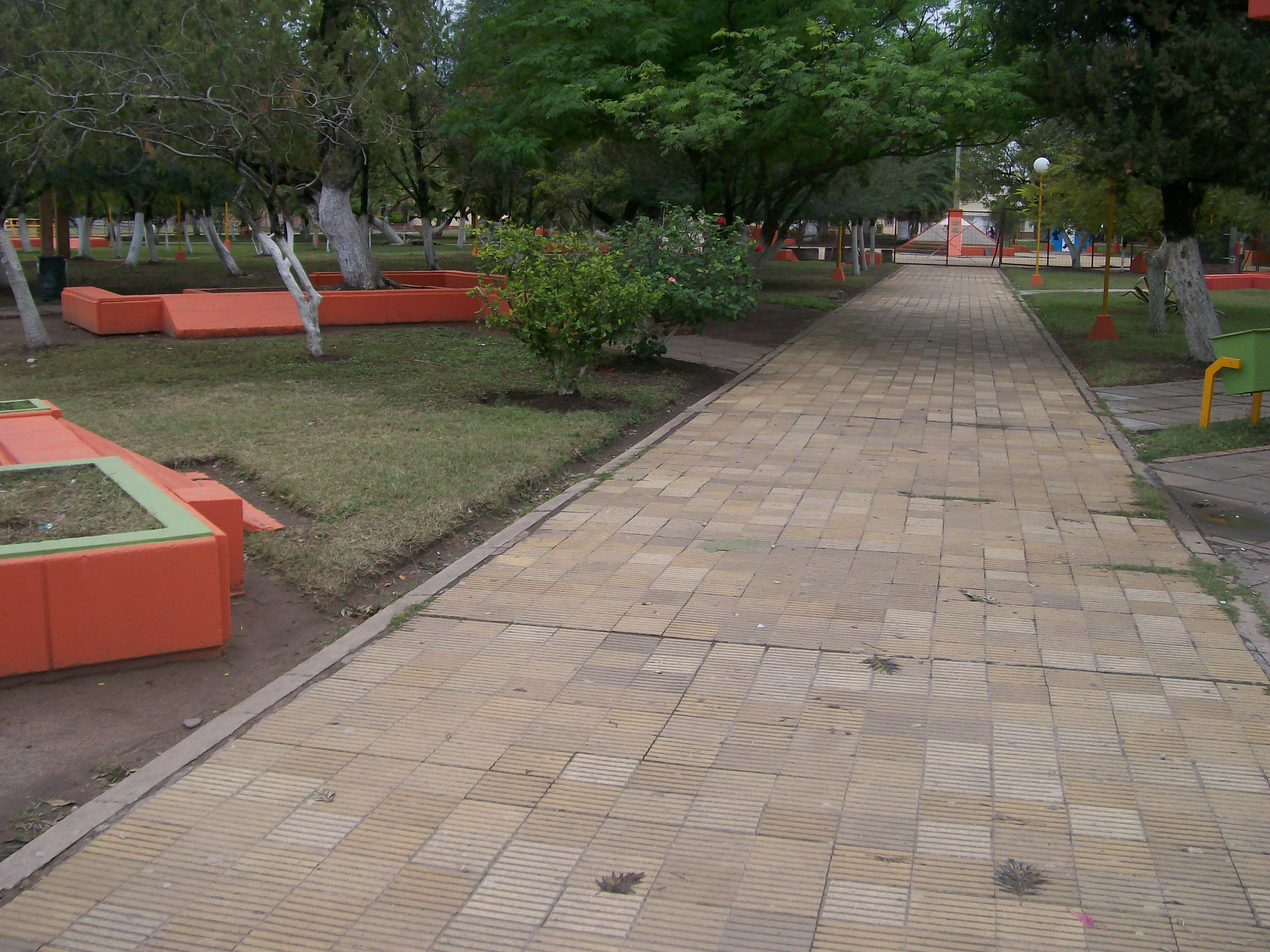
Paseo principal Quitilipi
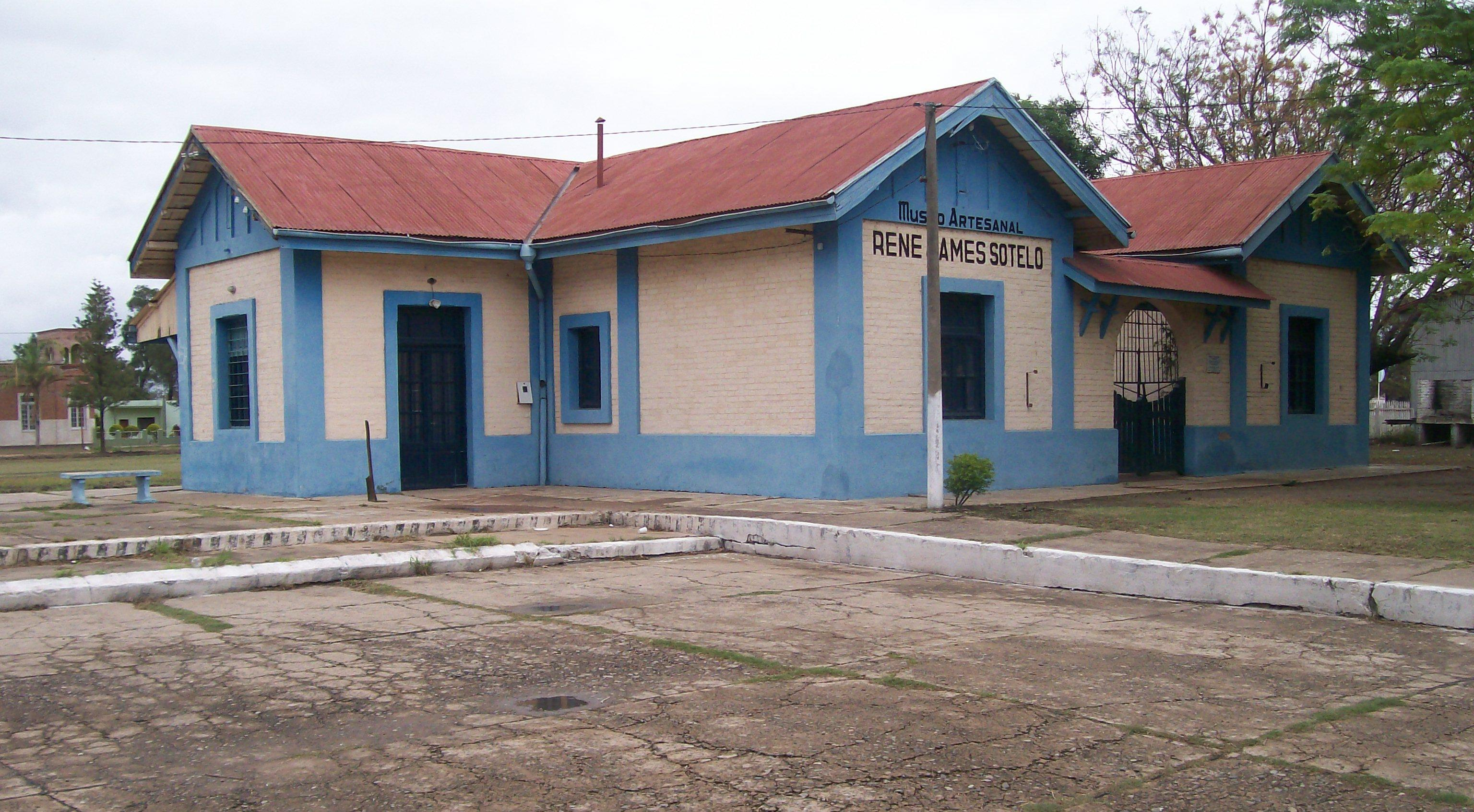
Estación de Tren Quitilipi
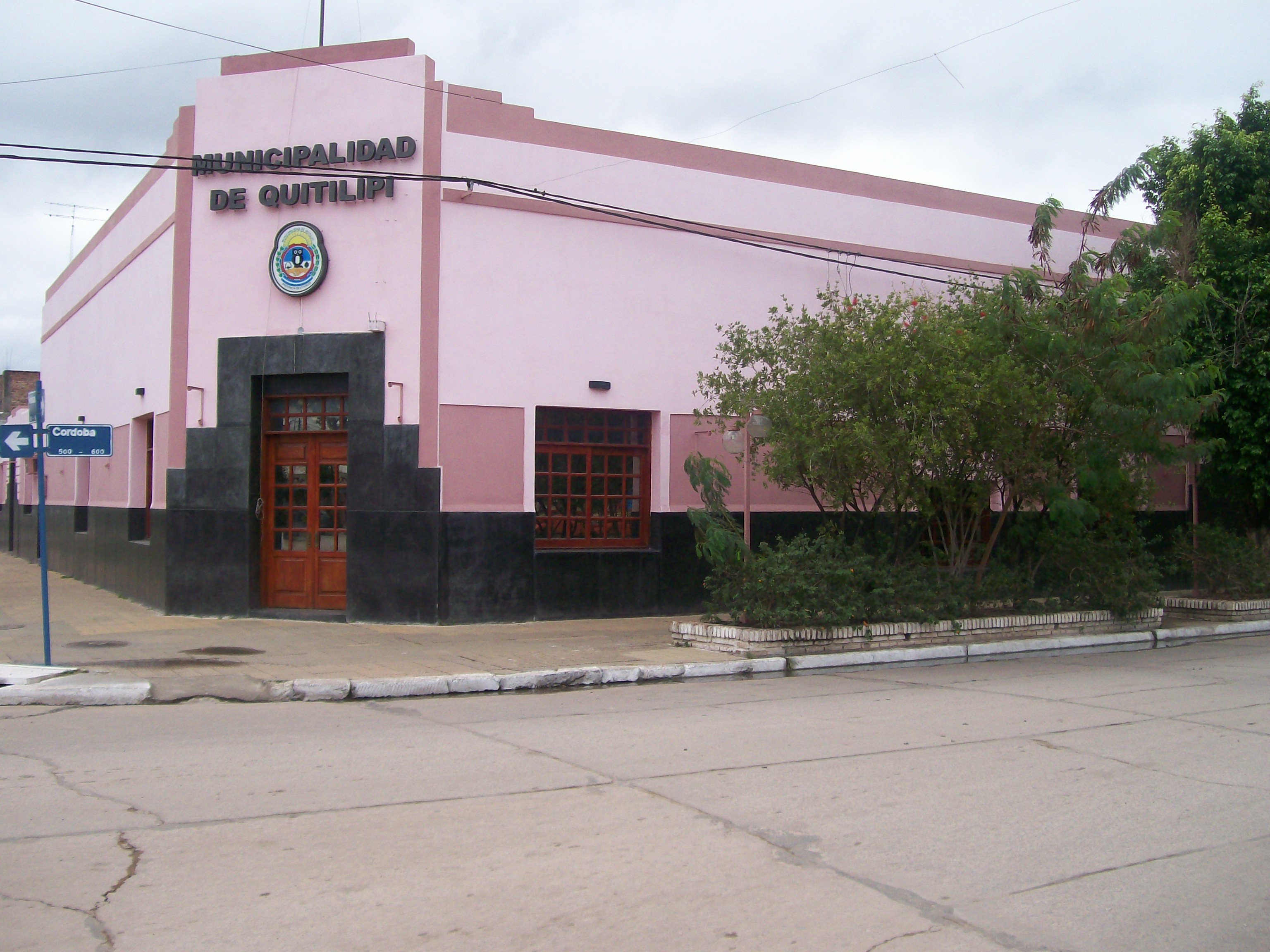
Municipalidad de Quitilipi
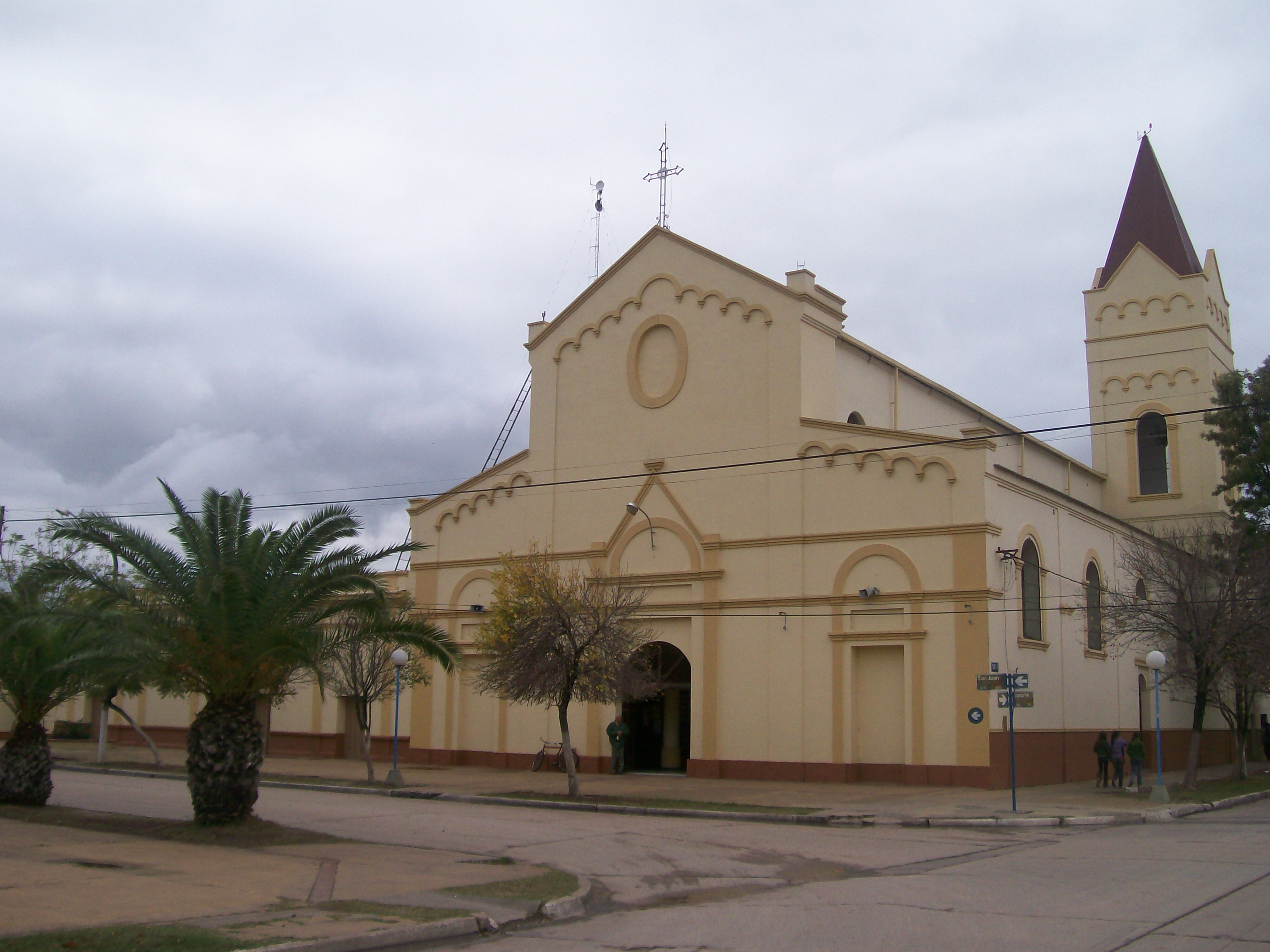
Parroquia Quitilipi
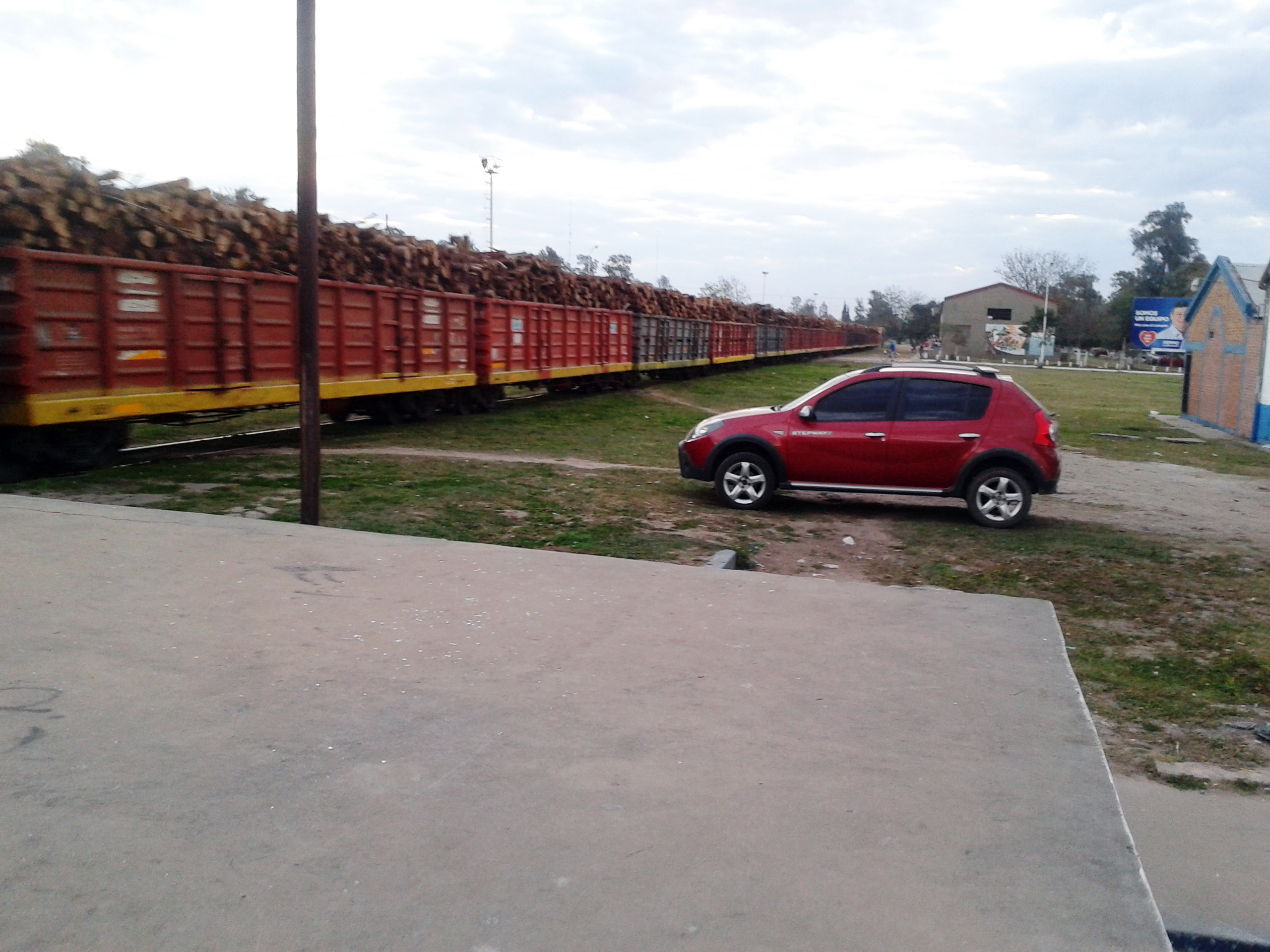
Estación Ferrocarril Naná Olivera.